# Fyodor I của Nga
Fyodor I Ioannovich hay Fyodor Ivannovich, Tiếng Nga: Фёдор Иванович. Các tư liệu Tiếng Anh gọi ông là Theodore I (31 tháng 5 năm 1557 – 16/17 tháng 1 năm 1598) là Nga hoàng cuối cùng của nhà Rurik nước Nga (1584-1598).
Ông là con của Ivan Bạo chúa và với bà Anastasia Romanova. Ông sinh ra ở Moskva và đăng quang vào ngày 31 tháng 5, 1584 ở Moskva, khi còn là một thái tử trẻ và bất tài. Quốc vương Fyodor I băng hà vào năm 1598 mà không để lại một đứa con (một đứa con gái duy nhất của ông đã chết vào năm 1594). Cuối cùng, anh rể của quốc vương Fyodor I là Boris Godunov lên nối ngôi.
Trong các tài liệu của Nga, Fyodor I đôi khi có biệt danh là "phước lành" (tiếng Nga: Блаженный). Ông cũng được xem là Đại Giáo trưởng của Nhà thờ Chính thống, với ngày lễ của mình vào ngày 7 tháng 1 hàng năm.

## Tiểu sử
Fyodor sinh ra ở Moskwa, con trai của Ivan IV Hung đế và người vợ đầu tiên của ông, Anastasia Romanovna. Mặc dù ông là con thứ sáu và là con út của mẹ, nhưng ông chỉ lớn lên cùng với một anh trai Ivan, bởi vì tất cả anh chị khác của Fyodor đã chết trước khi ông được một tuổi.
Sau khi mẹ chết khi mới ba tuổi, Fyodor sống trong sự ghẻ lạnh của cha mình và hay bị hắt hủi. Fyodor chơi chung với người anh Ivan và một người em trai khác là Dmitriy của Uglich để xóa tan sự khắc nghiệt của cha mình. Thế nhưng, những điều nhỏ nhoi đó của ông không đủ xóa tan bầu không khí u ám của triều đình Nga lúc đó. Sống trong sự khắc nghiệt, ghẻ lạnh giữa các thành viên trong gia đình, Fyodor trở nên ốm yếu về sức khoẻ và tính tình nóng nảy. Ông thường đi ngắm cảnh thiên nhiên, nhiều khi đến thăm các nhà thờ và còn tự mình đánh chuông cho nhà thờ. Vì lý do này, ông được biết đến với tên là "Fyodor the Bellringer". Ngoài ra, Fyodor cũng được biết đến là người đàn ông tốt bụng và giản dị, nhưng lại ít quan tâm đến chính trị. Theo một số báo cáo, Fyodor có thể bị vấn đề về trí tuệ hoặc học tập khuyết tật, nhưng đây có thể là báo cáo sai sự thật về bản chất và địa vị của ông.
Năm 1580, Fyodor kết hôn với Irina Feodorovna Godunova (1557 - 1603), em gái của bộ trưởng Boris Godunov. Hai vợ chồng sống không hạnh phúc, ít gần gũi nhau. Về sau, họ ngày càng yêu thương nhau và đã sinh ra một người con gái, tên là Feodosia. Tuy nhiên, niềm vui đó tồn tại không bao lâu thì Feodosia mất khi mới 2 tuổi. Không có đứa trẻ nào khác trong cuộc hôn nhân này.
Tháng 11/1581, anh trai ông là Thái tử Ivan bị cha là Sa hoàng Ivan IV giết chết, Fyodor trở thành người kế thừa ngai vàng duy nhất của Ivan IV. Một năm sau, hoàng hậu khác của Ivan IV sinh ra hoàng tử Dmitriy của Uglich, là em trai duy nhất của Fyodor còn sống.

## Lên ngôi
Ivan qua đời vào tháng 3/1584 và Fyodor lên kế vị ngai vàng. Ngày 31/5/1584, ông được Giáo hội Chính thống giáo chính thức trao vương miện tại Nhà thờ Assumption ở Moskwa với hiệu Fyodor I. Vì bất tài và thể chất yếu kém nên ông đã giao hết quyền quản lý đất nước cho anh vợ là Boris Godunov.
Không giống như cha ông, Fyodor không nhiệt tình trong việc duy trì quyền kinh doanh độc quyền với Vương quốc Anh. Ông tuyên bố mở cửa các cảng cho các thương nhân nhiều nước đến đây buôn bán, phá bỏ sự độc quyền thương mại nước Nga của Anh. Đại sứ Anh Jerome Bowes dâng thư xin Sa hoàng từ bỏ tuyên bố trên, nhưng vô hiệu. Đại sứ Anh rút về nước, Nữ hoàng Elizabeth I của Anh đã gửi một đại sứ mới, Giles Fletcher sang Nga vào năm 1588 để thuyết phục viên nhiếp chính Boris Godunov đề nghị Sa hoàng Fyodor I đàm phán với Anh để tháo dỡ tuyên bố trên, nhưng thất bại. Không nản chí, Nữ hoàng Anh viết nhiều bức thư bí mật gửi Sa hoàng, thậm chí còn kêu gọi vừa Nga thiết lập liên minh Nga - Anh... nhưng các đề nghị trên đều bị Fyodor I từ chối thẳng thừng.
Tháng Giêng năm 1598, Fyodor I mất mà không có con hợp pháp nối dõi. Hội đồng lãnh chúa họp bàn và bầu Boris Godunov làm Sa hoàng kế tiếp.